# 日月人魚
《日月人魚》（英語：The King's Daughter，前稱作）是一部2022年美國動作冒險奇幻電影，由史恩·麥納瑪拉執導，貝瑞·博曼（Barry Berman）和詹姆斯·夏慕斯編寫劇本，改編自1997年馮達·N·麥金太爾小說《月亮與太陽》。劇情講述法國國王路易十四囚禁了畢生追尋的人魚，並試圖奪取其生命能量，直到他的私生女發現此舉，導致事態一發不可收拾。
主要拍攝在2014年4月上旬法國凡尔赛宫展開。在法國進行了兩週的拍攝後，劇組移駕至澳大利亞墨爾本拍攝；2014年5月宣告殺青。電影最早排定2015年上映，拖延多年後直到2022年1月21日才在美國上映。電影發行後獲得負面的評價，剪輯、編劇、特效、製作、演員表現皆受到詬病，本片還在第43屆金酸莓獎入圍三個獎項。

## 演員
- 皮爾斯·布洛斯南飾演路易十四國王
- 凱亞·絲柯黛蘭莉歐飾演瑪麗-約瑟夫（Marie-Josèphe）
- 班傑明·沃克飾演伊夫·德拉克羅伊（Yves De La Croix）
- 威廉·赫特飾演德拉蔡斯（英语：François de la Chaise）神父
- 瑞秋·葛莉菲斯（英语：Rachel Griffiths）飾演艾貝絲（Abbess）
- 范冰冰飾演人魚
- 本·勞埃德·休斯飾演尚-米歇爾·林提拉克（Jean-Michel Lintillac）
- 保羅·愛爾蘭（英语：Paul Ireland）飾演貝努瓦（Benoit）
- 帕布羅·薛伯飾演拉巴特醫生（Dr. Labarthe）
- 克莉斯托·克拉克（英语：Crystal Clarke）飾演瑪嘉麗（Magali）
- 茱莉·安德魯絲飾演旁白

## 製作
《月亮與太陽》的電影改編計劃始於1999年。製片人麥可·倫敦自認被「在特定歷史世界中的幻想生物的奇怪縫合設定」所吸引，便向吉姆·亨森影業提議改編。舞台劇導演克里斯多福·倫肖簽約執導，而勞拉·哈靈頓則在原作者馮達·N·麥金太爾的參與下編寫劇本。史蒂芬妮·艾倫與克莉絲汀·貝爾森簽約任職吉姆·亨森影業的執行製片人。在索尼終止與吉姆·亨森公司的合資企業之後，吉姆·亨森影業走入歷史，製作被擱置，直到比爾·麥康尼克加入製作，並在2001年12月與华特迪士尼影片簽署了一份為期五年的合約，迪士尼重啟製作。麥康尼克計劃2004年上半年展開前期製作，娜塔莉·波曼擔任主演，詹姆斯·夏慕斯修改劇本，奎葛利·霍里有望執導電影。吉姆·亨森公司也將繼續擔任製片。
2013年8月，據報導，史恩·麥納瑪拉被選為導演。演出陣容包括飾演路易十四國王的皮爾斯·布洛斯南、飾演人魚的范冰冰以及飾演德拉蔡斯神父（電影原創角色）的比爾·奈伊。奈伊因行程衝突而退出，並在拍攝前幾週由威廉·赫特取代。麥康尼克還與貝瑞·博曼（Barry Berman）及羅納·貝斯一起修改劇本。中國的麒麟影業為本片投資了2050萬美元，成為中國對境外製作的非自製電影的最高財務貢獻。2020年6月，茱莉·安德魯絲簽約擔任旁白。

### 拍攝
主要拍攝2014年4月上旬在法國凡尔赛宫展開。在法國為期兩週的拍攝之後，劇組移至澳大利亞墨爾本的濱海港區製片廠及維多利亞州拍攝。4月23日起在墨爾本濱海港區周邊拍片。5月6日至8日，在北海的一艘船上拍攝1648年暴風雨夜晚的場景，船取自墨爾本城市碼頭的企業號。2014年5月2日，劇組在墨尔本大学的老昆德（Old Quad）畫廊取景，充當於凡爾賽修道院場景。2014年5月結束在澳大利亞的拍攝。

## 發行
2014年8月15日，派拉蒙影業宣布該片的美國上映日期為2015年4月10日，國際銷售由好宇宙公司負責。電影上映前三週被派拉蒙撤下檔期，上映日期暫未確定。一位電影內部人士聲稱，電影需要更多時間來完成特效工作。電影後來更名為；2020年6月1日，在坎城虛擬活動期間獲得了發行權。2021年10月，莊嚴創投公司取得美國發行權，排定2022年1月21日上映。

## 評價
《日月人魚》在媒體和影評家之間收穫多數負評，爛番茄綜合64位影評人的評論，統計出該片獲得20%新鮮度、4.20分（滿分10分），但在觀眾評比獲得81%的好評度，平均4.1（滿分5分），網站影評人共識：「在後期製作中明顯修補的混亂無濟於事，《日月人魚》極度的令人失望。」。Metacritic綜合18位影評人的評論，該片獲得31分，屬「負評為主」。。
本片入圍有著「爛片奧斯卡」之稱的第43屆金酸莓獎共計三個獎項，分別為最差電影、最差女主角（凱亞·絲柯黛蘭莉歐）、最差女配角（范冰冰）。

## 外部連結
- 互联网电影数据库（IMDb）上《日月人魚》的资料（英文）